# Кейсі Моттет Кляйн: Народження актора
«Кейсі Моттет Кляйн: Народження актора» (фр. Kacey Mottet Klein, Naissance d'un acteur) — швейцарсько-французький короткометражний документальний біографічний фільм 2015 року, поставлений режисером Урсулою Маєр. Стрічка розповідає про перші кроки в акторській кар'єрі Кейсі Моттета Кляйна. Світова прем'єра фільму відбулася в лютому 2015 на 65-му Берлінському міжнародному кінофестивалі, де він брав участь у програмі Generation Kplus. У 2016 році фільм отримав Швейцарську національну кінопремію в категорії «Найкращий короткометражний фільм» .

## Сюжет
8 років. 12 років. 15 років. Тіло росте й розвивається перед об'єктивом камери, всотуючи в себе відчуття й емоції, стикаючись зі своїми власними межами і темними прихованими сторонами. Тіло, що з плином років поступається персонажеві, перетворює дитячі ігри на справжній акторський витвір. Портрет підлітка, який створив самого себе за допомогою камери.

## У ролях
| • Кейсі Моттет Кляйн | … |  |

## Знімальна група
- Автори сценарію — Антуан Жаккуд, Урсула Маєр
- Режисер-постановник — Урсула Маєр
- Продюсери — Вінсент Адатте, Франсін Пікель, Ізабель Зомп'єро
- Оператори — Аньєс Годар, Урсула Маєр, Жанна Ректорик
- Композитори — Джон Періш, Катрін Грандож
- Монтаж — Жулі Брента

## Нагороди та номінації
| Список нагород та номінацій (Список не є вичерпним)            | Список нагород та номінацій (Список не є вичерпним) | Список нагород та номінацій (Список не є вичерпним)                        | Список нагород та номінацій (Список не є вичерпним) | Список нагород та номінацій (Список не є вичерпним) | Список нагород та номінацій (Список не є вичерпним) |
| Кінофестиваль/Кінопремія                                       | Рік                                                 | Категорія                                                                  | Номінант(и)                                         | Результат                                           | Дж                                                  |
| -------------------------------------------------------------- | --------------------------------------------------- | -------------------------------------------------------------------------- | --------------------------------------------------- | --------------------------------------------------- | --------------------------------------------------- |
| Берлінський міжнародний кінофестиваль                          | 2015                                                | Кришталевий ведмідь за найкращий короткометражний фільм (Generation Kplus) | фільм                                               | Номінація                                           |                                                     |
| Міжнародний кінофестиваль у Карлових Варах                     | 2015                                                | Найкращий документальний фільм до 30 хв.                                   | фільм                                               | Номінація                                           |                                                     |
| Міжнародний кінофестиваль короткометражних фільмів у Сан-Паулу | 2015                                                | Вибір аудиторії — 10 найкращих світових короткометражних фільмів 2015 року | фільм                                               | Перемога                                            |                                                     |
| Коркський міжнародний кінофестиваль                            | 2015                                                | Гран-прі за найкращий документальний короткометражний фільм                | фільм                                               | Перемога                                            |                                                     |
| Чиказький міжнародний дитячий кінофестиваль                    | 2015                                                | Приз молодіжного журі                                                      | фільм                                               | Перемога                                            |                                                     |
| Швейцарська кінопремія                                         | 2016                                                | Найкращий короткометражний фільм                                           | фільм                                               | Перемога                                            |                                                     |